# Emil Tabakov
Emil Tabakov (ɛˈmiʎ taˈbakov; bulgaro: Емил Табаков; 1947) è un direttore d'orchestra, compositore e contrabbassista bulgaro.
È stato capo-direttore della Belgrade Philharmonic Orchestra e della Bilkent Symphony Orchestra. Ad oggi ha composto 7 sinfonie, concerti strumentali, e un requiem.

## Opere principali

### Orchestrali
- Symphony No. 1 (1981)
- Symphony No. 2 (1984)
- Symphony No. 3 (1988)
- Symphony No. 4 (1997)
- Symphony No. 5 (2000)
- Symphony No. 6 (2001)
- Symphony No. 7 (2005)
- Concert Piece (1985)
- Astral Music (1978)
- Ad Infinitum (1992)
- Concerto per orchestra (1995)

### Concerti
- Concerto for 15 String Instruments (1979) [concerto per 15 strumenti a corda]
- Double-Bass Concerto (1975) [concerto per contrabbasso]
- Percussion Concerto (1976), commissinoato dal gruppo di percussioni Poliritmia
- Concert Piece per tromba e orchestra d'archi (1985)
- Concerto per due flauti e orchestra (2000), scritto per Patrick Gallois
- Piano Concerto (2003)
- Concerto per violoncello e orchestra (2006)
- Concerto per viola e orchestra (2007)

### Musica da camera
- Sonata per viola e contrabbasso (2005)
- Sonata per contrabbasso e piano
- Etude (Етюд) per 12 contrabbassi
- Lamento per 12 contrabbassi (2002)
- Motivy (Мотиви) per contrabbasso solista
- Motivy 2 (Мотиви 2) per contrabbasso solista (2005)
- Prelude (Прелюд) per violino solista
- Improvisation (Импровизация) per clarinetto solista
- Imagination (Въображения) per flauto solista (2005)

### Piano
- Sonatina

### Corale
- Turnovgrad Cantata, per mezzosoprano solista, 4 bassi solisti, narratore e orchestra (1976)
- Requiem, per 4 solisti, coro e orchestra (1994)
- Concerto per violino, vibrafono, marimba, campane e coro misto (1996), scritto per il famoso violinista bulgaro Mintcho Mintchev